# Massaker von Damur

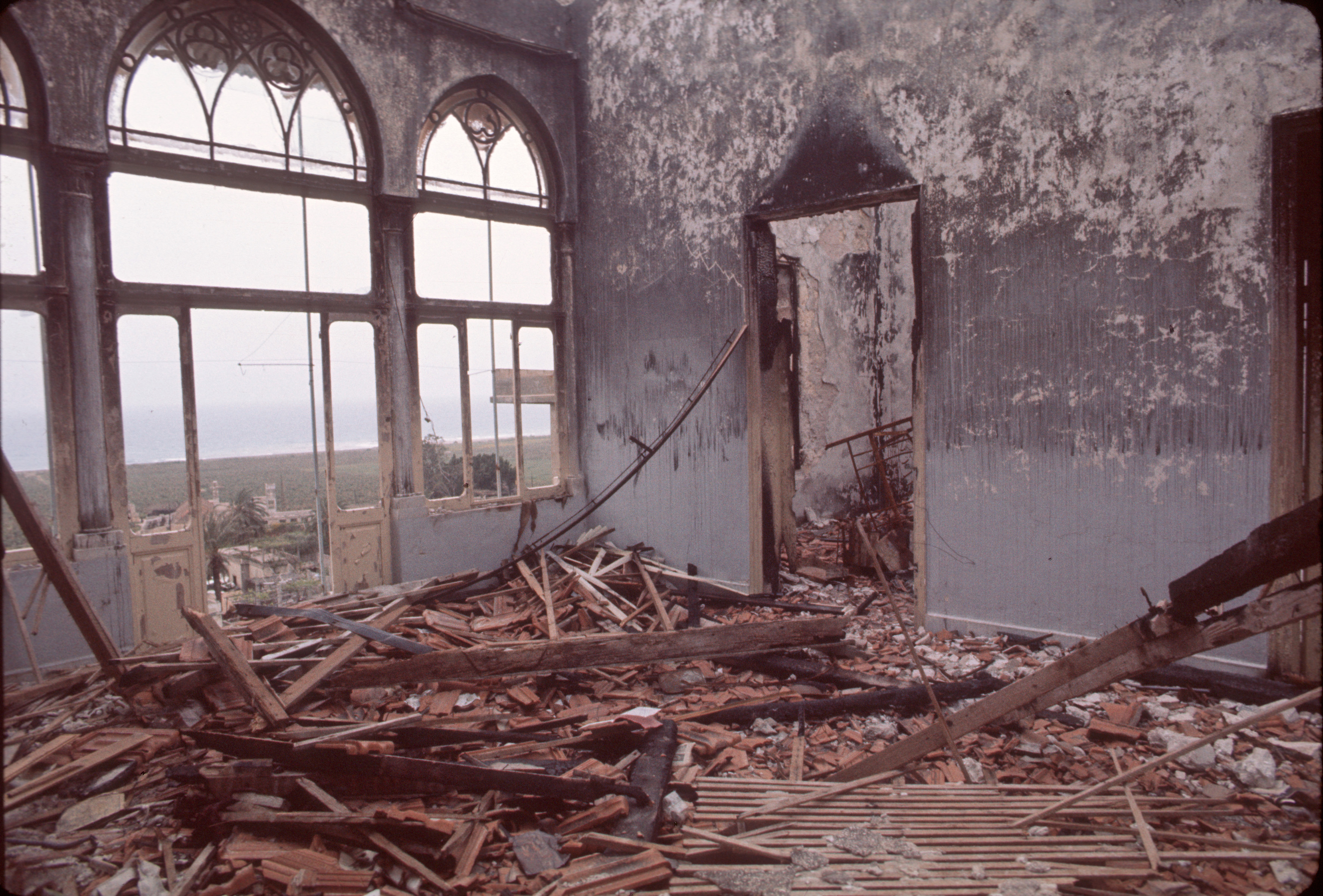
Zerstörtes Haus in Damour (Bild aus dem Archiv des Internationalen Komitees vom Roten Kreuz)

Das Massaker von Damur ereignete sich am 20. Januar 1976 und war ein Ereignis des libanesischen Bürgerkriegs, der von 1975 bis 1990 dauerte. Es wurde von hauptsächlich palästinensischen und muslimischen Milizen verübt und richtete sich gegen die christlichen Einwohner von Damur.

## Ablauf der Ereignisse

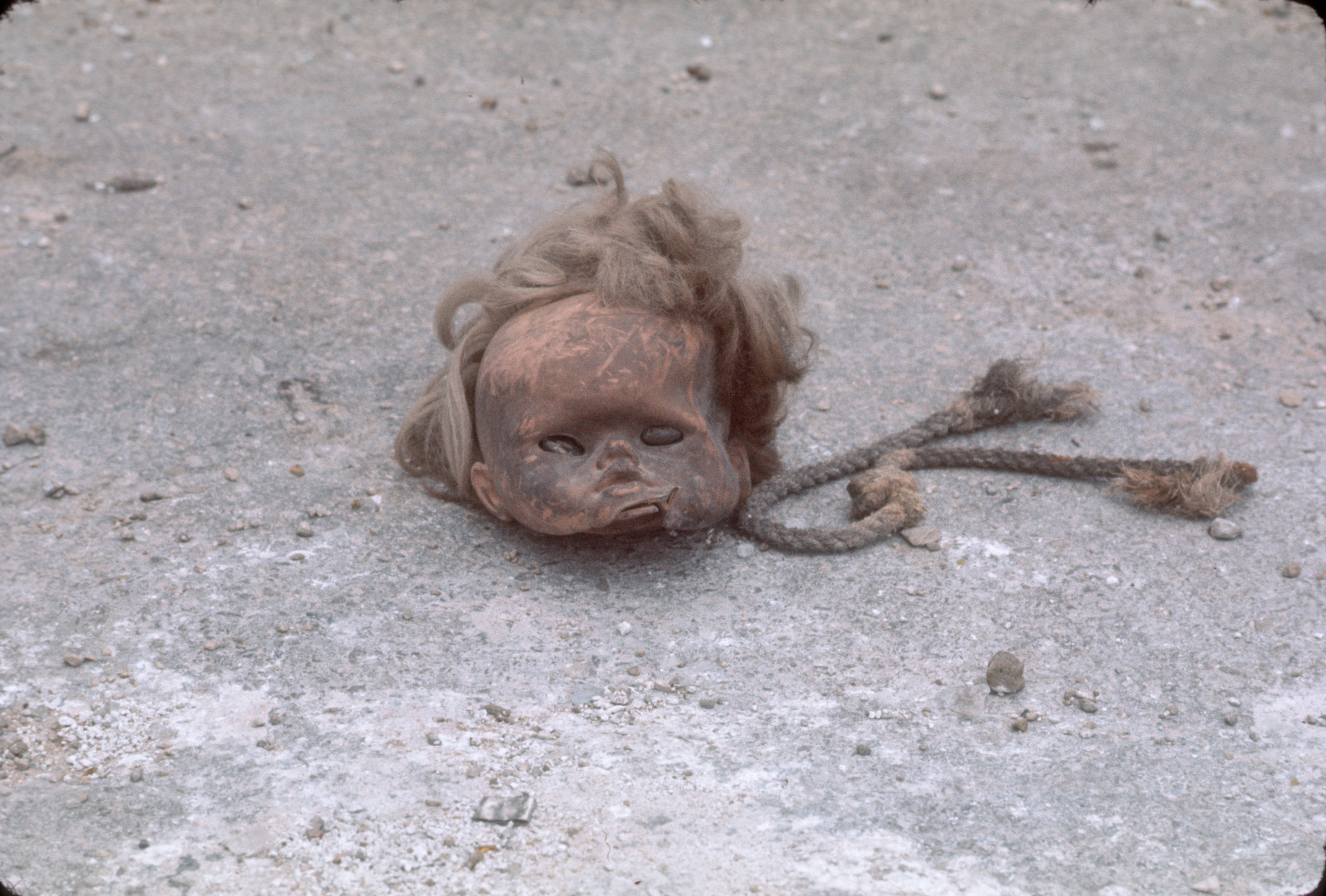
Ein abgerissener Puppenkopf (IKRK-Archiv)

Das Massaker folgt auf das am 18. Januar 1976 durch die Phalangisten an palästinensischen Flüchtlingen begangene Massaker von Karantina, bei dem nach Schätzungen zwischen 25 und 582 Zivilisten getötet wurden.
Zwei Tage später übten palästinensische Milizen in Damur Vergeltung. Damur liegt am Meer etwa 18 Kilometer südlich von Beirut und nahe Dair al-Qamar, der Heimatstadt der Familie Camille Chamouns. Den meisten Einwohnern gelang die Flucht, aber einige blieben zurück, als die palästinensischen Kräfte die Kontrolle über die Stadt übernahmen. Die Angreifer zerstörten die Gebäude der Stadt systematisch und nahmen Rache an den verbliebenen christlichen Einwohnern.
Der christliche Friedhof wurde zerstört, Särge wurden aufgebrochen, Tote ausgeraubt, Krypten geöffnet und Leichen und Skelette über den Friedhof verstreut. Die Kirche wurde angezündet und eine Außenmauer mit einem Bild von Fatah-Kämpfern bedeckt, die AK-47-Gewehre hielten. Ein Porträt von Jassir Arafat wurde an einem Ende angebracht. Andere Quellen behaupten, dass die Kirche als Reparaturwerkstatt für PLO-Fahrzeuge und als Ziel für Schießübungen diente, wobei Zielscheiben auf die Ostwand des Kirchenschiffs gemalt wurden.
Zwanzig Phalangisten wurden exekutiert, dann wurden Zivilisten entlang einer Mauer aufgestellt und mit Maschinengewehren erschossen. Eine unbekannte Anzahl von Frauen wurde vergewaltigt, Babys aus naher Distanz erschossen und Leichname geschändet und verstümmelt. Keiner der verbliebenen Einwohner überlebte. Die Angaben über die Anzahl der getöteten Zivilisten reichen von 25 bis 30 bis zu 582, wobei die wahrscheinlichste Schätzung bei etwa 330 liegt. Unter den Getöteten waren auch Mitglieder der Familie Elie Hobeikas sowie dessen Verlobte.
Im August richteten christliche Milizen aus Rache das Massaker von Tel al-Zaatar, einem palästinensischen Flüchtlingslager mit zwischen 1.000 und 3.000 Toten, an. Später im Jahr siedelte die PLO überlebende palästinensische Flüchtlinge des Massakers von Tel al-Zaatar in Damur an. Nach der israelischen Invasion des Libanon im Jahre 1982 wurden diese Flüchtlinge wieder aus Damur vertrieben und dessen ursprüngliche Einwohner zurückgebracht.
Nach Thomas L. Friedman nahm die 1982 am Massaker von Sabra und Schatila beteiligte phalangistische Damuri-Brigade dort insbesondere Rache für die Tötung ihrer Angehörigen in Damur.

## Täter
Es gibt eine Reihe von widersprüchlichen Angaben darüber, welche Milizen tatsächlich an dem Massaker teilgenommen haben. Jedenfalls wurde der Angriff und das folgende Massaker durch eine gemischte Gruppe von PLO und Milizionären der Libanesischen Nationalbewegung (LNM) ausgeführt.
Nach Robert Fisk wurde die Attacke durch Oberst Abu Musa, einen Oberkommandierendem von PLO und Fatah befehligt, der später der Anführer des gegen Arafat gerichteten Fatah-Aufstands war. Einer christlichen libanesischen Website zufolge soll hingegen Zuheir Mohsen, der Führer der in Syrien beheimateten Palästinensergruppierung as-Sa'iqa, die Angreifer kommandiert haben und seitdem im Libanon als der „Schlachter von Damur“ bekannt sein.
Die Masse der angreifenden Kräfte scheint aus Brigaden der Palästinensischen Befreiungsarmee und der as-Sa'iqa zusammengesetzt gewesen zu sein. Hinzu kommen einige andere Milizen, einschließlich der Fatah, manche Quellen nennen auch die Volksfront für die Befreiung Palästinas (PFLP), die Demokratische Front für die Befreiung Palästinas (DFLP) und die muslimische libanesische Murabitun-Miliz. Es gibt Berichte darüber, dass Freiwillige oder Milizionäre aus Syrien, Jordanien, Libyen, Iran, Pakistan und Afghanistan und auch japanische Kommandos, die im Libanon trainierten, an dem Angriff teilgenommen haben.